# Jutta Sundermann

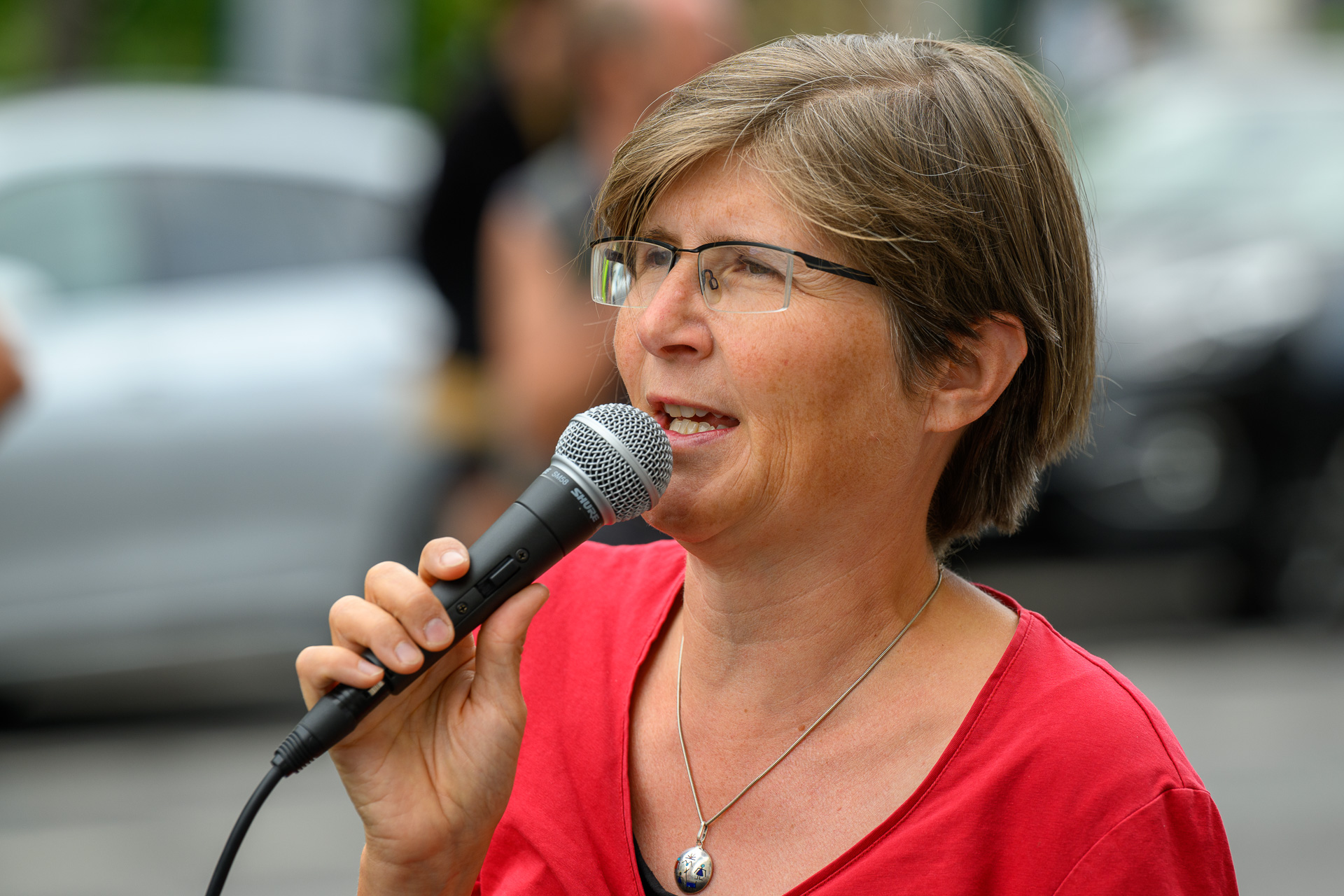
Jutta Sundermann 2022

Jutta Sundermann (* 1971 in Bad Homburg vor der Höhe) ist eine deutsche Globalisierungskritikerin, Aktivistin und Journalistin. Sie hat in zahlreichen Initiativen mitgewirkt und war an der Gründung von Attac Deutschland beteiligt. Ihre inhaltlichen Schwerpunkte sind die Themen Finanzmärkte, Globalisierung und Ökologie, Agrar- und Entwicklungspolitik sowie geistiges Eigentum. Seit 2014 arbeitete sie als Gründungsmitglied für den Verein Aktion Agrar – Landwende jetzt. Seit März 2019 arbeitet sie als Campaignerin für die Nicht-Regierungsorganisation Campact.

## Leben
Erstes ökologisches und politisches Engagement zeigte Jutta Sundermann in der Naturschutzjugend (NABU-Landesjugendsprecherin Hessen), später in Umwelt- und Projektwerkstätten. Nach dem Abitur und einem Praktikum beim Hessischen Rundfunk arbeitete sie als freie Radiojournalistin. Aus Zeitgründen verzichtete die Mutter zweier Kinder, die 1992 und 1995 geboren wurden, auf ein Studium. Von 1997 bis 2003 half sie in Verden (Aller) beim Aufbau des 1996 gegründeten Ökologischen Zentrums Verden mit, in dem unter anderem die 2002 gegründete Bewegungsstiftung ansässig ist. Danach lebte sie zehn Jahre lang in Wolfenbüttel.
Im Jahr 2000 gehörte Sundermann zu den Begründern von Attac Deutschland. Sie war im ersten Koordinierungskreis 2000 und von 2007 bis 2014 im bundesweiten Attac-Koordinierungskreis aktiv. Zwischen 2001 und 2005 war sie ehrenamtlich für Medico international tätig. Von 2008 bis Mai 2014 war sie eine „Bewegungsarbeiterin“ der Bewegungsstiftung, das heißt, die Stiftung erkannte die Belastung der „Vollzeitaktivistin“ an und unterstützte sie mit Spenden.
2014 kehrte sie zum Ökozentrum in Verden zurück. Sie gründete dort zusammen mit anderen Frauen den Verein Aktion Agrar – Landwende jetzt, der sich für eine tiergerechte und sozialverträgliche ökologische Landwirtschaft engagiert, und gehört dem Vorstand des Vereins an. Im April 2015 wurde auf dem Gelände des Ökozentrums das Norddeutsche Zentrum für Nachhaltiges Bauen eröffnet, für das Sundermann ebenfalls arbeitet, unter anderem als Texterin. 2019 schloss sie sich der Nichtregierungsorganisation Campact an.
Sundermann lebt mit rund 20 Menschen in einem selbstverwalteten Hofprojekt in Dörverden-Stedorf, etwa zehn Kilometer südlich von Verden. Als Vorstandsmitglied der Genossenschaft AllerWohnen e.G. kümmert sie sich auch um weitere selbstbestimmte Hausgemeinschaften, die ökologisches und soziales Wohnen verwirklichen.

## Aktionen
Sie war ab 2002 in der BUKO-Kampagne gegen Biopiraterie und ab 2005 in der Initiative Gendreck weg – Freiwillige Feldbefreiungen engagiert. 2005–2006 begleitete sie die Attac-Lidl-Kampagne.
Sundermann war federführend an der Produktion der Attac-Fälschung der Zeitung Die Zeit beteiligt, welche im März 2009 verteilt wurde und beim Otto-Brenner-Preis 2009 den Medienprojektpreis gewann. Auch bei der Financial-Times-Fälschung „Financial Crimes Deutschland“, welche am 29. September 2010 verteilt wurde, war Sundermann Redakteurin.
Sundermann koordinierte die Redaktion der Anklageschrift und übernahm teilweise die Moderation beim „Bankentribunal“ von Attac. Die Bankwechselkampagne „Krötenwanderung jetzt!“ initiierte Sundermann.
Im Frühjahr 2012 gehörte sie zu den Initiatoren des Bündnisses „Umfairteilen – Reichtum besteuern“, das sie zusammen mit Frank Bsirske und Ulrich Schneider am 3. August 2012 in der Bundespressekonferenz vorstellte.

## Fernsehauftritte (Auswahl)
- Maybrit Illner: Die blockierte Republik – Welchen Fortschritt wollen wir? (2. Dezember 2010)[12]
- Maybrit Illner: Europa in der Falle – Gefährdet Demokratie unseren Wohlstand? (3. November 2011)[13]
- Roche & Böhmermann, Folge vom 1. April 2012[14]

## Bibliografie
- Angela Hübsch, Timo Schadt, Jutta Sundermann: schwarz auf weiß: Zeitungen und Broschüren selbermachen. Die Werkstatt, Göttingen 1995, ISBN 3-89533-121-X.
- Buko-Kampagne gegen Biopiraterie (Hrsg.): Grüne Beute – Biopiraterie und Widerstand. Trotzdem Verlag, Frankfurt 2006, ISBN 3-931786-40-4.
- Thomas Löding, Kay Oliver Schulze, Jutta Sundermann: Konzern, Kritik, Kampagne! Ideen und Praxis für soziale Bewegungen. VSA-Verlag, Hamburg 2006, ISBN 978-3-89965-199-7.
- Chris Methmann, Hendrik Sander, Jutta Sundermann: Power to the people! Den Stromkonzernen den Stecker ziehen. VSA-Verlag, Hamburg 2008, ISBN 978-3-89965-308-3.